# حوزه انتخابیه دوازدهم کالیفرنیا
حوزه انتخابیه دوازدهم کالیفرنیا یک حوزه انتخابیه مجلس نمایندگان آمریکا است که در ایالت کالیفرنیا قرار دارد.